# 基輔烏克蘭聖殿
基輔烏克蘭聖殿（烏克蘭語：Київський український храм）是耶稣基督后期圣徒教会第134个开放的圣殿，位于乌克兰首都基辅，是欧洲第11座圣殿，也是前苏联地区第一座圣殿。
1998年7月20日，该教会宣布在乌克兰修建圣殿。但是，由于获取这块四分之三公顷的土地土地遇到了困难，该项目被拖延9年。2007年6月23日终于动土开工。2010年8月29日举行奉献仪式。